# L'Enfant du carnaval (film, 1921)
Pour plus de détails, voir Fiche technique et Distribution.
L'Enfant du carnaval est un film français réalisé par Ivan Mosjoukine, sorti en 1921.

## Fiche technique
- Titre français : L'Enfant du carnaval
- Réalisation : Ivan Mosjoukine
- Scénario : Ivan Mosjoukine
- Photographie : Fédote Bourgasoff
- Décors : Alexandre Lochakoff
- Production : Joseph N. Ermolieff
- Pays de production : France
- Format : Noir et blanc - 1,33:1 - Film muet
- Genre : comédie dramatique
- Date de sortie : 1921

## Distribution[1]
- Ivan Mosjoukine : Marquis Octave de Granier
- Nathalie Lissenko : Yvonne Dumont
- Paul Ollivier : Henri Dumont
- Jules de Spoly : Invité à la noce
- Charles Vanel